# Road to Revolution: Live at Milton Keynes
A Road to Revolution: Live at Milton Keynes a Linkin Park második kocncertalbuma. A Projekt Revolution turnén, Milton Keynes-ben a National Bowl-on lett felvéve 2008. június 29-én. Eredetileg 2008. november 25-én akarták kiadni, de aztán november 24-én lett kiadva. A koncerten a zenekar az eddigi összes albumukról adtak elő számokat, még a Collision Course-ról is Jay-Z-vel és a The Rising Tied-ről is, ami a Fort Minor első albuma. A DVD-n vannak rejtett bónusz számok és a csomag tartalma még egy több oldalas kiskönyv is, amiben eddig soha nem látott koncert képek láthatóak.

## A koncert
A koncert hónapokkal előbb be volt jelentve; hogy minél többen kijöjjenek rá. A koncert előtti három napon a népszerű Glastonbury Festival volt. A koncert 2008. június 29-én volt. Ez volt az első alkalom amikor a Projekt Revolution turnét az Egyesült Királyságban játszották, és ez volt az első alkalom amikor a Linkin Park & Jay-Z az Egyesült Államokon kívül állt össze egy koncertre. Mint az eddigi Projekt Revolution koncerteken több zenekar is játszott a Linkin Park előtt; most ezek voltak azok: Innerpartysystem, The Bravery, Enter Shikari, N*E*R*D, Pendulum és Jay-Z (egyedül is és a zenekarral is).
A koraibb számlistán szerepelt a "Reading My Eyes" is. A "Dirt Off Your Shoulder/Lying from You"-t is játszaniuk kellett volna de ehelyett a sima "Lying from You"-t játszották. Ezenkívül a "Bleed It Out"-t eredetileg az "In the End" után tervezték.
A "Jigga What/Faint" Shinoda elfelejtett a gitárjáért menni időben, de ezt a lemezen módosították. A "Bleed It Out"-on a koncerten Bennington és Shinoda énekeltette a közönséget, de ennek hosszúsága miatt ezt kivágták a CD-ről. A "Wake 2.0" is le lett vágva a CD-ről. 22 számot játszottak összesen a koncerten. A "Somewhere I Belong", a "Papercut" és a "Points of Authority" (amiben a Fort Minor "Petrified" és a "There They Go" című számaiból is voltak szövegek) a DVD-n "rejtett tartalom"-ként voltak fent.

## Kiadás
Az operatőröknek elmondták, hogy ezt a koncertet ki fogják adni DVD-n. Az egész show, mint sok másik, letölthette az aki a koncerten vett hozzá kódot. 2008. október 6-án a zenekar hivatalos oldalán meghirdettek egy versenyt (csak 18 éven felüliek vehettek rajta részt) hogy nevezzék el a lemezt. Október 8-án az ö5 legjobb szavazattal meghirdettek egy szavazást a rajongók között. Ezek közül választhattak: "Linkin Park: Midnight In Milton Keynes", "Sunset Revolution: Linkin Park Live In The UK", "Road To Revolution: Linkin Park Live", "Revolution In The Iron City: Linkin Park Live", "Revolution in the UK: Linkin Park Live". Október 13-án meghirdették a nyertest, bár egy kicsit módosítottak rajta.
2008. október 23-án a "Leave Out All the Rest" debütált a Yahoo! Music-on. 2008. október 28-án a WOWOW-on látható volt majdnem az egész koncert. A "Lying from You"-t, a "Numb"-ot, a "The Little Things Give You Away"-t, a "Pushing Me Away"-t, a "Numb/Encore"-t és a "Jigga What/Faint"-et nem láthatták a nézők. November 6-án, a DVD hivatalos trailere felkerült a Linkin Park YouTube-os oldalra. November 7-én a "Breaking the Habit" felkerült a zenekar hivatalos MySpace oldalára. November 18-án az egész albumot meg lehetett nézni a zenekar MySpace oldalán. A "No More Sorrow" és a "Given Up" fel lett cserélve és a "Bleed It Out" kétszer lett feltöltve, egyszer a "Numb" helyére. november 20-án a Linkin Park hivatalos oldalán bejelentették, hogy a kiadási dátum november 24-ére változik. November 25-én a "Numb/Encore" és a "Jigga What/Faint" felkerült a YouTube oldalukra. Véletlenül a "Numb/Encore" előtt töltötték fel sima "Numb"-ot de ezt gyorsan javították. A Given Up december 2-án került fel a YouTube poldalukra. A Warner Bros. Records és YouTube közötti viták miatt, a Warner Bros. Records utasította a YouTube, hogy törölje az összes WBR-os videót. A "Leave Out All the Rest" bónusz tartalomként jelent meg az „Alkonyat” című film különleges kiadásán .

## Számlista

### CD
1. „One Step Closer”
2. „From the Inside”
3. "No More Sorrow"
4. "Given Up"
5. "Lying from You"
6. "Hands Held High" (A cappella)
7. "Leave Out All the Rest"
8. "Numb"
9. "The Little Things Give You Away"
10. "Breaking the Habit"
11. "Shadow of the Day"
12. "Crawling"
13. "In the End"
14. "Pushing Me Away" (Piano Version)
15. "What I've Done"
16. "Numb/Encore"
17. "Jigga What/Faint"
18. "Bleed It Out"

### DVD
1. One Step Closer1
2. From the Inside3
3. No More Sorrow6
4. Wake 2.06
5. Given Up6
6. Lying from You3
7. Hands Held High6 (A cappella)
8. Leave Out All the Rest6
9. Numb3
10. The Little Things Give You Away6
11. Breaking the Habit3
12. Shadow of the Day6
13. Crawling12
14. In the End1
15. Pushing Me Away1 (Piano Version)
16. What I've Done6
17. Numb/Encore4
18. Jigga What/Faint4
19. Bleed It Out6

#### Rejtett tartalom
1. Somewhere I Belong3
2. Papercut1
3. Points of Authority15

- 1 a "Hybrid Theory"-n jelent meg
- 2 tartalmaz elemeket a "Reanimation"-ről
- 3 a "Meteora"-n jelent meg
- 4 a "Collision Course"-on jelent meg
- 5 tartalmaz elemekt a "The Rising Tied"-ről
- 6 a "Minutes to Midnight"-on jelent meg

### UK CD Sampler
1. "Leave Out All the Rest" (Studio Version)
2. "Leave Out All the Rest" (Live Version)
3. "Numb/Encore" (Studio Version)
4. "Numb/Encore" (Live Version)
5. "One Step Closer" (Studio Version)
6. "One Step Closer" (Live Version)
7. "Breaking the Habit" (Studio Version)
8. "Breaking the Habit" (Live Version)
9. "Shadow of the Day" (Studio Version)
10. "Shadow of the Day" (Live Version)

### Blu Ray Lemez
1. Ugyanaz mint a sima kiadáson

- Csak a Best Buy-ban kapható

## Toplisták
| Toplista (2008)                               | Legjobb helyezés |
| --------------------------------------------- | ---------------- |
| ARIA Charts                                   | 24               |
| FIMI                                          | 17               |
| Recording Industry Association of New Zealand | 17               |
| Billboard 200                                 | 41               |
| Dán                                           | 54               |
| Portugál                                      | 2                |

## Külső hivatkozások
- A Linkin Park hivatalos honlapja